# Druhá planeta smrti
Druhá planeta smrti (anglicky Deathworld 2) je vědeckofantastický román amerického spisovatele Harryho Harrisona vydaný britským nakladatelstvím Victor Gollancz Ltd v roce 1964 pod názvem The Ethical Engineer.
Předtím vycházel v roce 1963 v seriálové podobě v americkém časopise Analog Science Fiction and Fact redigovaném Johnem W. Campbellem. Je to druhý díl knižní série Planety smrti, původně trilogie později doplněné o další díla.
První české vydání knihy realizovalo brněnské nakladatelství AF 167 v roce 1991 (ISBN 80-85384-05-1).

## Námět
Mikah Samon unese Jasona dinAlta z planety Pyrrus a veze ho do Cassilie, aby čelil soudu. V důsledku havárie se Mikahova kosmická loď zřítí na neznámou planetu obývanou primitivní civilizací. Mikah a Jason upadnou do zajetí. Civilizace tu zdegenerovala na takovou úroveň, že technologie a stroje se staly předmětem náboženského uctívání a zároveň důvodem k rozpoutání klanových válek. Jason dinAlt se musí hodně činit, aby přežil.

## Postavy
- Benn't – kapitán stráže střežící Jasona u Perssonoj
- Bul'wajo – otrokář
- Ch'aka – otrokář a lovec
- Edipon – vůdce d'zertanoj, pouštních nomádů
- Erebo – d'zertano
- Fasimba – otrokář
- Hertug Persson – vůdce klanu Perssonoj v Appsale, který má monopol na elektřinu, mají ve znaku vycházející slunce
- Ijale – Ch'akova otrokyně, později doprovází Jasona
- Jason dinAlt – hlavní hrdina, vesmírný dobrodruh a hazardní hráč
- Mastreguloj – klan chemiků z Appsaly, vystupují jako obávaní čarodějové
- Mikah Samon – posel strany Pravdy, náboženský fanatik
- Meta – Jasonova partnerka z planety Pyrrus
- M'shika – otrokář
- Mzil'kazi – jeden z otroků Ch'akovy skupiny
- Naris – syn Edipona
- Opisweni – jeden z otroků Ch'akovy skupiny
- Snarbi – otrok d'zertanoj, voják / kopiník v klanu Perssonoj, dovede Jasona, Ijale a Mikaha do Appsaly
- Trozelligoj – klan z Appsaly, mechanici, staví mj. parní stroje, mají ve znaku draka
- Vitristoj – (esper. skláři), klan v Appsale, foukají sklo

## Planety
- Cassylia
- Bezejmenná planeta
- Galipto
- Pyrrus
- Mahautova planeta

## Děj
Mikah Samon, stoupenec Strany pravdy a náboženský fanatik unese Jasona dinAlta z planety Pyrrus a veze ho na Cassylii, aby zde čelil soudu. Jason se bez úspěchu pokouší přesvědčit Mikaha, že určité absolutní etické zákony neplatí pro různé společnosti. Když nic nezabírá, Jason způsobí havárii a kosmická loď se zřítí do oceánu na zaostalé bezejmenné planetě. Mikah vytáhne Jasona na břeh, kde je zajme otrokář Ch'aka. Jeho skupina esperantsky mluvících otroků sbírá jedlé kořeny krenoj. Od dívky jménem Ijale se Jason dozví o existenci vyspělejších kmenů, ale lidstvo na této planetě zjevně propadlo barbarství. Ch'aka prodá Mikaha jinému otrokáři Fasimbovi. Jason zabije Ch'aku a přebírá vedení skupiny jeho otroků.
V naději, že vykoupí Mikaha, kterého Fasimba prodal pouštním nomádům d'zertanoj, jde Jason k jejich vůdci Ediponovi, ale ten Jasona a jeho otroky zajme. D'zertanoj vezou vězně na caro – parním vozidle hluboko do pouště do údolí Putl'ko, kde těží a zpracovávají ropu. Jason se ve snaze získat nějaké výhody snaží ohromit Edipona. Ten odmítá provést Jasonem navrhovaná vylepšení rafinace ropy, ale pověří ho, aby opravil caroj. D'zertanoj po generace kupují caroj za přemrštěné ceny od klanu Trozelligoj z Appsaly, ale přestože by rádi odhalili jejich tajemství, strojům a jejich funkcím nedokážou porozumět. Jason opraví několik vadných caroj a tajně připravuje povstání, ale Mikah ho ve jménu svých ideálů zradí. Jasonovi se i přesto podaří s Ijale, Mikahem a zajatým žoldákem z Appsaly Snarbim uprchnout na jednom caro. Když se skupinka přiblíží k Appsale, Jason správně předpokládá, že Snarbi sleduje své cíle a požádá Mikaha, aby na něj během hlídky dohlédl. Mikah opět selže a Snarbi k nim navede oddíl klanu Hartuga Perssona z Appsaly.
Appsala je město rozkládající se na pobřeží a blízkých ostrůvcích. Pevnosti a tvrze ovládají jednotlivé klany, které mezi sebou obchodují nebo bojují. Každý rodový klan si střeží své průmyslové tajemství. Perssonoj mají monopol na elektřinu. Hartug souhlasí se spoluprací s Jasonem. Ví totiž, že mu to přinese do budoucna lákavé výhody. DinAlt postupně zavádí různé technické novinky a vynálezy jako oblouková lampa, oblouková pec, galvanické pokovování, akumulátorová baterie, telefon, amplión, parník, parní katapult a destilační přístroj. Zkonstruuje rovněž vysílač, který vysílá signál SOS (Hertuga dokáže oklamat s jeho účelem). Jasona unese díky podplacenému členu jeho stráže Benn'ta menší klan chemiků Mastreguloj, ale on se dokáže vrátit zpět k Perssonoj. Má v plánu využít svých technických znalostí a s jejich pomocí učinit z klanu Hartuga nejsilnější armádu na planetě a zahájit válku. Cílem je podrobení ostatních kmenů, což by ve finále mohlo pomoci rozšíření technologií a dodat impuls k rozvoji civilizace. Když se o jeho plánech dozví Mikah, kontaktuje konkurenční klan Trozelligoj, který dokáže vyrábět parní stroje. Trozelligoj přepadnou pevnost Perssonoj, ale jsou vytlačeni. Zajmou však dívku Ijale. Hartug ponoukán Jasonem naplánuje odvetu. Shromáždí velkou armádu a s využitím lodě vybavené parním katapultem dobyje tvrz Trozelligoj. Jason je během bojů vážně zraněn a obává se, že zemře na infekci. Najde ho Meta, která při prohledávání planet zachytí vysílaný signál SOS. Meta, Jason, Ijale a Mikah se dostanou ke kosmickému člunu a odletí z planety. Mikah se zmocní zbraně a nařizuje letět na Cassilii, aby předal Jasona soudu. Meta ho zneškodní.

## Prostředí
Bezejmenná planeta, na které ztroskotají Jason dinAlt s Mikahem Samonem, bývala kdysi civilizovaná a průmyslová, ale její civilizace postupně upadla do barbarství. Místní společnost je rozdělená do klanů, z nichž každý si bedlivě hlídá zbytky určité znalosti či dovednosti (výroba parních strojů, elektřina, foukání skla, výroba chemických sloučenin apod.). Mimo to je postavena na práci otroků. Každý, kdo je při různých potyčkách a střetech vzat do zajetí, upadá do otroctví.
Loajalita je zde neznámý pojem, každý hledí především na svůj prospěch. Zrada za peníze či získání nějaké výhody zde není ničím výjimečným.

Mluví se zde zkrácenou formou esperanta.
Na písčitém pobřeží oceánu se potulují skupiny otroků, každá je vedená jedním otrokářem. Ti mají mezi sebou rozdělená teritoria, která si hájí. Jejich otroci hledají v písku jedlé kořeny "krenoj", otrokáři občas uloví nějaké zvíře. Jejich pozice není věčná, otrokáře kdykoli může svrhnout (většinou zabít) odvážný otrok, který pak přebere vedení a stává se sám otrokářem.
Dále ve vnitrozemí žijí d'zertanoj, pouštní nomádi sdružení do rodinných hierarchií. Jednou z nich je klan těžící a zpracovávající ropu v pouštním údolí Putl'ko.
Na pobřeží existují i sídla jako je Appsala, v nichž pobývají za zdmi pevností další rodové klany, každý z nich si střeží nějaké průmyslové tajemství. Tyto rody mezi sebou dokážou obchodovat, zároveň ale nepromarní žádnou příležitost, která by vedla k získání tajemství jiného klanu.

### Slovníček pojmů
- bede – dřevité kořeny, narkotikum, tlumí bolest, ve vyšších dávkách návykové
- caro – vozidlo na parní pohon (mn. č. caroj, esper. ĉaro, kára)
- cervo – místní zvíře, které se loví (esper. jelen)
- d'zertanoj – pouštní nomádi, (j. č. = d'zertano, esper. dezertano)
- gumi – materiál podobný kaučuku
- jetilo – samostříl
- krenoj – jedlé kořeny (j. č. = kreno, esper. kořen křene)
- molotajl – Molotovův koktejl
- rosmaro – velký obojživelník, zdroj masa (esper. mrož lední – savec)
- sciuloj – "vědci" v Appsale, např. u Perssonoj zasvěcenci do elektřiny
- stano – cín (esper.)
- sulfurikum acido – kyselina sírová

## Kulturní reference
V knize jsou odkazy na středověkého katolického filosofa a teologa Tomáše Akvinského a katalánského rytíře, spisovatele a filosofa Ramona Llulla a jeho dílo Llibre de l'orde de cavalleria (Kniha rytířského řádu).

## Česká vydání
- Druhá planeta smrti, AF 167, Brno, 1991, 1. vydání, překlad Jana Novotná, brožovaná vazba, náklad 20 000, 206 stran, ISBN 80-85384-05-1
- Druhá planeta smrti, Fantom Print, Ostrava, 2001, 2. vydání, překlad Jana Novotná, brožovaná vazba, 204 stran, ISBN 80-86354-16-4